# Monti Fergana
I monti Fergana (in kirghiso Баргана тоо кыркасы?, Bargana too kırkası; in russo Ферганский хребет?, Ferganskij chrebet) formano una catena montuosa del Tien Shan che si estende da sud-est a nord-ovest per 225 km, separando la valle di Fergana dal Tien Shan interno. Nel settore sud-orientale, ove si trovano le cime più elevate, i monti Fergana sono collegati ai monti Torugart e Alaikuu dal passo di Seok.
Questa catena presenta una struttura asimmetrica con dei versanti sud-occidentali lunghi e dolci e dei versanti nord-orientali impervi. Tra le sue vette più alte e maestose ricordiamo il Babach-Ata, il Suugan-Tach e il Sjorjun-Djobjo. Le pendici della catena sono scavate dalle gole dei fiumi Karakuldja, Karaunkur, Djazy e Ala-Buka. Tra i laghi più importanti che si trovano su queste alture vi sono il Kulun e il Kara-Suu. Vi sono inoltre 150 ghiacciai.
Le rocce sono formate da scisti, gres, calcare e altre rocce sedimentarie metamorfizzate, penetrate da intrusioni di gabbri e diabasi. Nelle colline pedemontane vi sono alcuni campi petroliferi.

## Flora
I versanti sud-occidentali sono ricoperti da foreste (di noci a quote più basse, di conifere e ginepri a quote più alte), mentre sulle zone più elevate si sviluppa una vegetazione subalpina e alpina.

## Amministrazione
Il territorio dei monti Fergana è suddiviso tra la regione di Naryn, la regione di Osh e la regione di Jalal-Abad.

## Protezione ambientale
Nella regione si trovano numerosi parchi naturali protetti, come la riserva naturale statale di Kulunata, il parco nazionale di Saimaluu-Tash e il parco nazionale di Kara-Shoro.